# ZIS-101
La ZIS-101 è un'autovettura prodotta dalla Zavod imeni Stalina dal 1936 al 1941.

## Storia
La ZIS-101 era dotata di un motore a otto cilindri in linea da 5.766 cm³ di cilindrata che erogava 90 CV di potenza. Il modello era in grado di raggiungere una velocità massima di 115 km/h ed era dotato di cambio automatico a tre rapporti con convertitore di coppia.
La vettura era profondamente ispirata alle Buick e Packard dell'epoca perché Stalin era un grande ammiratore dei modelli statunitensi nonostante avversasse il sistema capitalistico.

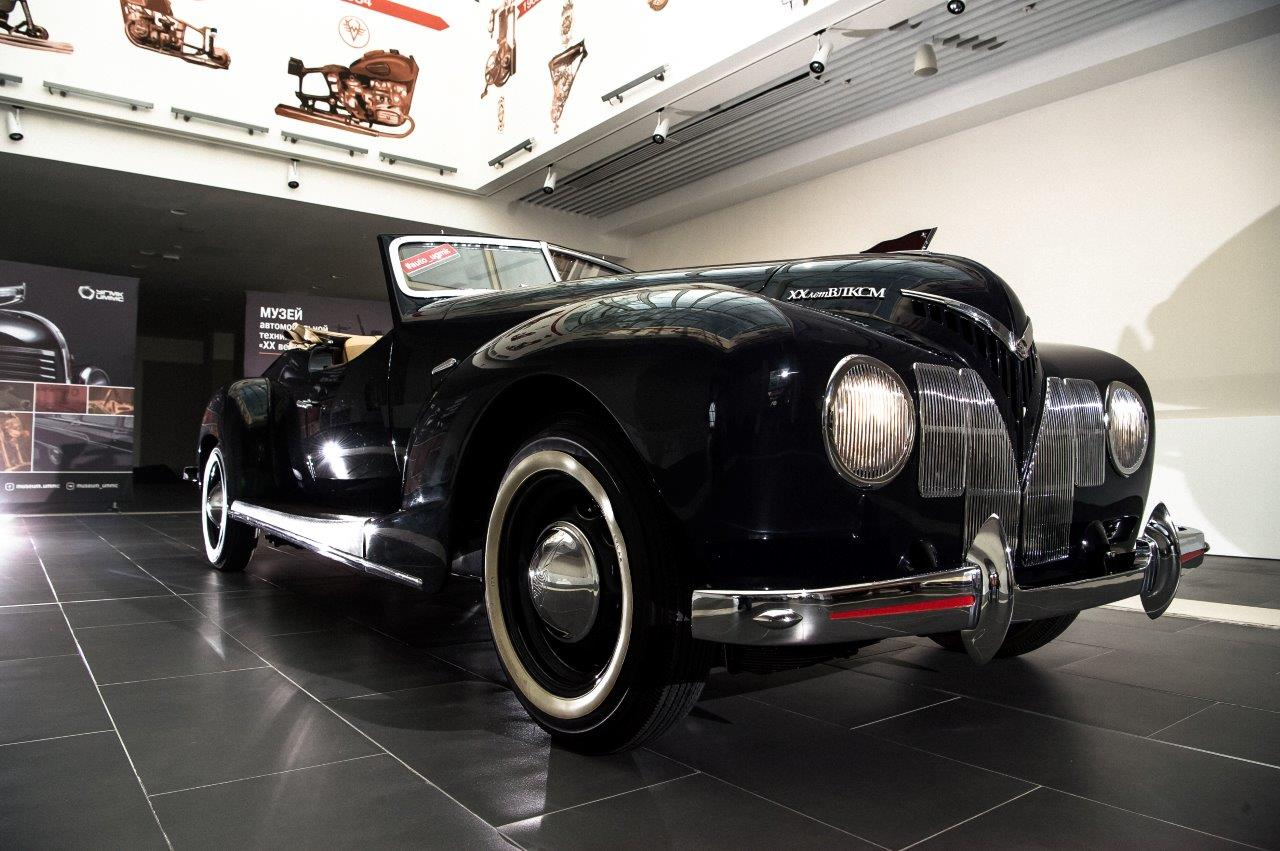
ZIS-101-Sport

Nel 1939 venne introdotta le variante aggiornata - la 101-A - che fu dotata della versione potenziata del motore del modello precedente. Esso, ora, erogava 110 CV e permetteva al modello di raggiungere i 130 km/h.  Nello stesso anno fu realizzata una versione sportiva a due posti, la 101-Sport. Il motore era lo stesso di quello della 101-A anche se venne potenziato a 141 CV. Questa versione raggiungeva i 162 km/h e ne furono prodotti solo uno o due esemplari.
Di ZIS-101 ne furono realizzati 8.752 esemplari alcuni dei quali (ZIS-102) erano cabriolet, mentre altri erano versione familiare. Questi ultimi vennero anche utilizzati come ambulanze poiché in Unione Sovietica non venivano prodotti questi particolari tipi di veicoli. La maggior parte degli esemplari prodotti di ZIS-101 erano però limousine.
La produzione terminò nel 1941 a causa dello scoppio, per l'Unione Sovietica, della seconda guerra mondiale. Alla ZIS-101 succedette la ZIS-110, la cui produzione iniziò però solo nel 1946, cioè dopo la fine del conflitto armato.

## Le varianti

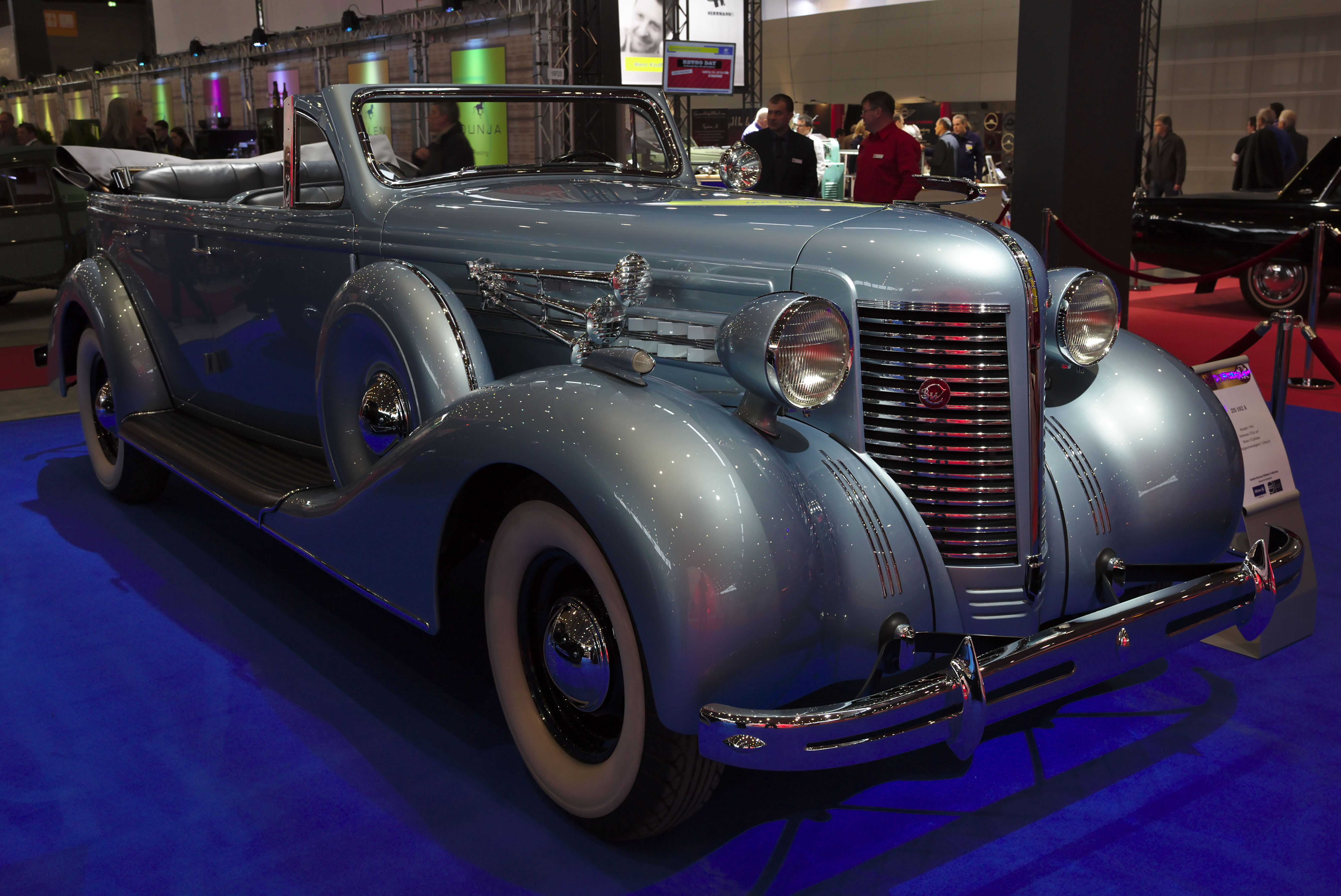
ZIS-102

- ZIS-102ZIS-101: versione iniziale. Prodotta dal 1936 al 1939.
- ZIS-101A: era una ZIS-101 con motore aggiornato. Prodotta dal 1939 al 1941.
- ZIS-101B: versione aggiornata della ZIS-101, prototipo.
- ZIS-101C: versione ambulanza.
- ZIS-102: versione cabriolet. Prodotta dal 1938 al 1940.